# 鵜川村 (秋田県)
鵜川村（うかわむら）は、秋田県山本郡にあった村。現在の三種町中心部にあたる。

## 地理
- 湖沼：八郎潟
- 河川：三種川

## 歴史
- 1889年（明治22年）4月1日 - 町村制の施行により、鵜川村、富岡新田村、川尻村、久米岡新田村の区域をもって発足。
- 1955年（昭和30年）4月1日 - 浜口村と合併して八竜村が発足。同日鵜川村廃止。

## 交通

### 道路
- 国道7号
- 男鹿街道（現・国道101号）

現在は琴丘能代道路の八竜インターチェンジが所在するが、当時は未開通。

## 著名出身者
- 佐々木北涯 (俳人)
- 及位ヤヱ (パイロット)
- 三浦盛徳 (政治家)